# 喬許·斯塔姆博格
喬許·斯塔姆博格（英語：Joshua Collins "Josh" Stamberg，1970年1月4日—）是美國的一位演員。他出生在華盛頓特區，父母是記者。斯塔姆博格畢業於威斯康辛大學麥迪遜分校，他的妻子是演員明迪·克里斯特。